# レッドベルジュール
レッドベルジュール（欧字名:Red Bel Jour、2017年4月6日 - ）は、日本の競走馬・種牡馬。2019年のデイリー杯2歳ステークスの勝ち馬である。
全弟に2020年のデイリー杯2歳ステークスを優勝したレッドベルオーブがいる。
馬名の意味は冠名＋美しい日（フランス語）。

## 戦績
栗東・藤原英昭厩舎に入厩。2019年6月23日阪神の新馬戦に2番人気で出走。1000m通過ラップが64秒7の超スローペースの中、2番手でレースを進めると直線では逃げ粘るメイショウボサツとの一騎打ちをクビ差制して、デビュー戦を飾った。
4か月半の休養後、11月9日京都のデイリー杯2歳ステークスに3番人気で出走。道中後方2番手で追走すると、直線では馬場のインから鋭く脚を伸ばし、後方から追い込んできたウイングレイテストに1馬身半差をつけて重賞初制覇を果たした。
中3週で、朝日杯フューチュリティステークス(G1)にクリストフ・スミヨン騎手鞍上で出走するも、10着に敗れた。その後、レースに復帰することなく2020年10月17日付けでJRA競走馬登録を抹消し現役を引退した。

## 種牡馬入り後
引退後は北海道新ひだか町のアロースタッドで種牡馬となる。
2024年に2歳となった初年度産駒17頭の中から、2024年5月1日門別競馬3Rで産駒のウィルオレオールが初勝利を挙げた。この年に産駒がデビューした新種牡馬の中で最も早い勝利となった。
2024年10月26日に日本軽種馬協会から2025年より供用することが発表され、九州種馬場で繋養されている。

## 競走成績
以下の内容はnetkeiba.comの情報に基づく。
| 競走日     | 競馬場 | 競走名         | 格  | 距離（馬場）  | 頭 数 | 枠 番 | 馬 番 | オッズ （人気） | 着順 | タイム （上がり3F） | 着差 | 騎手        | 斤量 [kg] | 1着馬（2着馬）         | 馬体重 [kg] |
| ---------- | ------ | -------------- | --- | ------------- | ----- | ----- | ----- | --------------- | ---- | ------------------- | ---- | ----------- | --------- | ---------------------- | ----------- |
| 2019.06.23 | 阪神   | 2歳新馬        |     | 芝1800m（良） | 9     | 8     | 9     | 002.90（2人）   | 01着 | R1:50.7（33.8）     | -0.0 | 0福永祐一   | 54        | （メイショウボサツ）   | 450         |
| 0000.11.09 | 京都   | デイリー杯2歳S | GII | 芝1600m（良） | 11    | 1     | 1     | 007.70（3人）   | 01着 | R1:34.5（33.8）     | -0.2 | 0武豊       | 55        | （ウイングレイテスト） | 478         |
| 0000.12.15 | 阪神   | 朝日杯FS       | GI  | 芝1600m（良） | 16    | 6     | 12    | 005.90（3人）   | 10着 | R1:34.3（36.0）     | -1.3 | 0C.スミヨン | 55        | サリオス               | 476         |

## 血統表
| レッドベルジュールの血統           | レッドベルジュールの血統                               | レッドベルジュールの血統           | （血統表の出典）                   | （血統表の出典） |
| 父系                               | サンデーサイレンス系（ヘイロー系）                     | サンデーサイレンス系（ヘイロー系） | サンデーサイレンス系（ヘイロー系） | [ § 2 ]          |
| 父 ディープインパクト 2002 鹿毛    | 父の父*サンデーサイレンス Sunday Silence 1986 青鹿毛   | Halo                               | Hail to Reason                     | Hail to Reason   |
| 父 ディープインパクト 2002 鹿毛    | 父の父*サンデーサイレンス Sunday Silence 1986 青鹿毛   | Halo                               | Cosmah                             |                  |
| 父 ディープインパクト 2002 鹿毛    | 父の父*サンデーサイレンス Sunday Silence 1986 青鹿毛   | Wishing Well                       | Understanding                      | Understanding    |
| 父 ディープインパクト 2002 鹿毛    | 父の父*サンデーサイレンス Sunday Silence 1986 青鹿毛   | Wishing Well                       | Mountain Flower                    |                  |
| 父 ディープインパクト 2002 鹿毛    | 父の母*ウインドインハーヘア Wind in Her Hair 1991 鹿毛 | Alzao                              | Lyphard                            | Lyphard          |
| 父 ディープインパクト 2002 鹿毛    | 父の母*ウインドインハーヘア Wind in Her Hair 1991 鹿毛 | Alzao                              | Lady Rebecca                       |                  |
| 父 ディープインパクト 2002 鹿毛    | 父の母*ウインドインハーヘア Wind in Her Hair 1991 鹿毛 | Burghclere                         | Busted                             | Busted           |
| 父 ディープインパクト 2002 鹿毛    | 父の母*ウインドインハーヘア Wind in Her Hair 1991 鹿毛 | Burghclere                         | Highclere                          |                  |
| 母 *レッドファンタジア 2010 黒鹿毛 | 母の父Unbridled's Song 1993 芦毛                       | Unbridled                          | Fappiano                           | Fappiano         |
| 母 *レッドファンタジア 2010 黒鹿毛 | 母の父Unbridled's Song 1993 芦毛                       | Unbridled                          | Gana Facil                         |                  |
| 母 *レッドファンタジア 2010 黒鹿毛 | 母の父Unbridled's Song 1993 芦毛                       | Trolley Song                       | Caro                               | Caro             |
| 母 *レッドファンタジア 2010 黒鹿毛 | 母の父Unbridled's Song 1993 芦毛                       | Trolley Song                       | Lucky Spell                        |                  |
| 母 *レッドファンタジア 2010 黒鹿毛 | 母の母Cat Chat 1998 鹿毛                               | Storm Cat                          | Storm Bird                         | Storm Bird       |
| 母 *レッドファンタジア 2010 黒鹿毛 | 母の母Cat Chat 1998 鹿毛                               | Storm Cat                          | Terlingua                          |                  |
| 母 *レッドファンタジア 2010 黒鹿毛 | 母の母Cat Chat 1998 鹿毛                               | Phone Chatter                      | Phone Trick                        | Phone Trick      |
| 母 *レッドファンタジア 2010 黒鹿毛 | 母の母Cat Chat 1998 鹿毛                               | Phone Chatter                      | Passing My Way                     |                  |
| 母系(F-No.)                        | (FN:3-o)                                               | (FN:3-o)                           | (FN:3-o)                           | [ § 3 ]          |
| 5代内の近親交配                    | Northern Dancer 5×5 = 6.25%                            | Northern Dancer 5×5 = 6.25%        | Northern Dancer 5×5 = 6.25%        | [ § 4 ]          |
| 出典                               | 1. 2. 3. 4.                                            | 1. 2. 3. 4.                        | 1. 2. 3. 4.                        | 1. 2. 3. 4.      |